# Пандо Кляшев
Панталей (Пандо) Янаков (Янакиев, Наков) Кляшев е български революционер, войвода на Вътрешната македоно-одринска революционна организация. Използва псевдоними като Аристотел, Пандето и П. Корсикански.

## Биография
Пандо Кляшев е роден в 1882 година в голямото костурско село Смърдеш, тогава в Османската империя, днес Кристалопиги, Гърция. Учи в Костурското българско третокласно училище. От 1896 до 1899 година учи в Солунската българска гимназия, а от 1899 до 1900 в Битолската българска класическа мъжка гимназия, където членува в революционен кръжок. В края на 1898 година Кляшев влиза в Революционното братство, а след разпадането му се присъединява към ВМОРО. Учителства в 1900/1901 учебна година в родното си село Смърдеш, а през юли 1901 година влиза в четата на Марко Лерински.
Кляшев е един от ръководителите на Костурския революционен район от 1901 до 1903 година. Участва като делегат от Костурския район на Смилевския конгрес на Битолския революционен окръг през май 1903 година. По време на последвалото Илинденско-Преображенско въстание през лятото на 1903 година е член на Костурското горско началство и взима участие в нападението на турската войска при село Вишени и в превземането на Клисура и това на Невеска.
След въстанието заминава за Свободна България, а през пролетта на 1904 година отново влиза с чета в Костурско. Междувременно се включва във Временния комитет на Борис Сарафов в София. През 1906 година е избран за член на Битолския окръжен революционен комитет, какъвто остава до смъртта си.
| Чета на Пандо Кляшев, 1 август 1904 година | Чета на Пандо Кляшев, 1 август 1904 година | Чета на Пандо Кляшев, 1 август 1904 година | Чета на Пандо Кляшев, 1 август 1904 година | Чета на Пандо Кляшев, 1 август 1904 година |
| Номер                                      | Име                                        | Селище                                     | Околия                                     | Забележка                                  |
| ------------------------------------------ | ------------------------------------------ | ------------------------------------------ | ------------------------------------------ | ------------------------------------------ |
| 1.                                         | Пандо Кляшев                               | Смърдеш                                    | Костурска                                  |                                            |
| 2.                                         | Христо Димитров                            | Дреновени                                  | Костурска                                  |                                            |
| 3.                                         | Андон Димитров                             | Дъмбени                                    | Костурска                                  |                                            |
| 4.                                         | Йово Йованович                             |                                            | Черна гора                                 | заминава за Битолско по работа             |

Пандо Кляшев загива с цялата си чета на 31 юли/13 август 1907 година в сражение с турска войска в местността Лильовски Осойки край село Дреновени (днес Кранионас), Костурско, като се самоубива. Освен него загиват още 17 четници, сред които Стоян Чекаларов от Смърдеш, Никола Михов, Лазар Палчев от Връбник, Петър Клянев, Васил Хаджипавлов от Желево. Оцеляват само Христо Цветков и Трайко Додов от Желево, които бягат в Желево.
Спомените му за революционното движение в Костурско до 1904 са публикувани (1925) от Любомир Милетич в книга II от поредицата „Материали за историята на македонското освободително движение“.
Георги Константинов Бистрицки пише за него:
| „ | Пандо Кляшев от с. Смърдеш, свършил курса на Българската класическа гимназия в Битоля, млад момък, наскоро издигнат до степента ръководител на народо-освободителното дело в околията и член на Управителното тяло на Окръжния революционен комитет, по извършено грозно предателство най-трагично завърши живота заедно с цялата си чета при село Дреновени. | “ |

По повод геройската смърт на Кляшев двамата учители в Дреновени Киро Королов и Илия Григоров пишат песента „Траур, траур, народе“:
| „ | Траур, траур, народе Тежки неволи и мъки В Дреновските гъсти осои Кляшев войвода Гордо викаше: „Дръще се момци Кръв ще се лее зарад свобода Той що ни нази продаде Той скъпо ще плати“. Борба се почна, борба юнашка Турците викат „Алах, алах“ Комити викат „Ура, ура Смърт на тирана!“ | “ |

## Галерия
- Пандо Кляшев с майка си, 27 юли 1905 г.
- Кляшев в четническа униформа
- Телата на убитите, Пандо Кляшев е втори от ляво надясно
- Пандо Кляшев сниман в Костурско от американския журналист Алберт Сониксен (1906 г.)